# Carpinus tschonoskii
Carpinus tschonoskii — вид квіткових рослин з родини березових. Поширення: Південно-Центральний і Південно-Східний Китай, Центральна та Південна Японія, Південна Корея.

## Біоморфологічна характеристика
Дерева заввишки до 25 м; кора темно-сіра. Гілочки коричневі, в молодості рідко ворсинчасті. Ніжка листка 0.8–1.5 см, запушена. Листкова пластинка еліптична, довгаста або овально-ланцетна, 5–12 × 2.5–5 см, знизу в пазухах бічних жилок борідчаста, обидві поверхні ворсинчасті в молодому віці, вздовж жилок стають рідко ворсинчастими, в інших місцях голі, основа частково заокруглена або частково заокруглено-клиноподібна, край подвійно щетинкоподібно-пилчастий, верхівка загострена або хвостато-загострена; бічних жилок 14–16 з кожного боку від середньої жилки. Жіноче суцвіття 6–10 × 3–4 см. Горішок широкояйцеподібний, 4–5 × 3–4 см, голий, за винятком рідко ворсинчастого на верхівці, іноді смолисто-залозистий, помітно ребристий. Цвітіння: травень і червень, плодіння: липень і серпень.

## Середовище
Зростає на висотах від 700 до 2400 метрів. Цей вид зустрічається у вигляді дерев заввишки до 25 метрів. Зустрічається у змішаних та широколистяних лісах. Він віддає перевагу росту на глибоких, багатих та вологих ґрунтах, зазвичай вздовж річок та струмків. Загрози для цього виду невідомі.